# Дашті-Марго
Дашті-Марго — глинисто-піщана пустеля на Близькому Сході, у південно-західній частині Афганістану, між долинами річок Гільменд і Хашруд. На південно-західній ділянці пустелі знаходяться масиви пісків, між якими розташовуються такири та солончаки.
| Афганістан | Це незавершена стаття з географії Афганістану. Ви можете допомогти проєкту, виправивши або дописавши її. |